# E-amusement

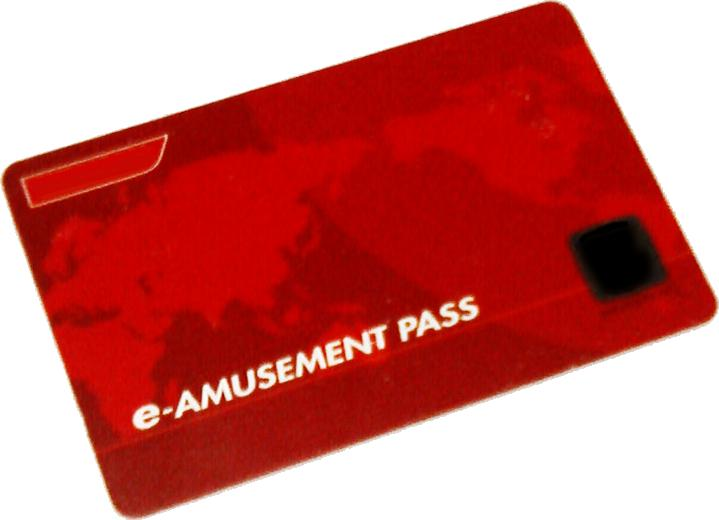
e-amusement pass（初代デザイン）

e-amusement（イー・アミューズメント）とは、コナミアミューズメントが提供するアーケードゲームをインターネットでつなぐことにより、通信対戦や、全国ランキング、プレイデータの保存を可能にするネットワークサービス。
2018年9月5日より公式表記が全て小文字のe-amusementに変更された。
IPsecによるVPNが利用されており、契約した店舗は店舗入り口などにロゴステッカーの掲示がされていることがある。月額の料金はゲームによって異なり、センターモニター+クライアントの構成となっているゲームではクライアントの数によっても異なる。

## サービス内容
e-amusementが提供しているサービスは、ゲームの筐体がネットワークに接続されていれば利用可能なものやカードを使用する物など、必要な条件がいくつかに分かれている。

### ゲームそのものに対して提供されるサービス
- 各ゲームのオンラインアップデート
- オンライン対戦型ゲーム（GUITARFREAKS、drummania、麻雀格闘倶楽部、クイズマジックアカデミー、pop'n music、jubeatなど）におけるマッチング

上記のサービスはネットワークに接続された筐体に対して提供される物である。

### カードに対して提供されるサービス
カード（エントリーカード、またはe-amusement pass）を使用してプレイすることで、以下の特典がプレイヤーに与えられる。
- プレイデータの保存
- 各種ランキングへの参加権

#### ee'MALL
過去にはKONAMI IDを登録した各ゲームのエントリーカードを使用することによって、デジタルショッピングシミュレーションゲーム『ee'MALL』を利用した色々なサービスを受けることが可能であった（2006年5月1日に終了）。『ee'MALL』に関する特典を利用するだけであれば携帯電話用サイトの会員登録は必須ではなかった。

#### e-amusement pass
当初は各ゲームごとに専用で用意された磁気カード型のエントリーカードであったが、2005年にICカード型のe-amusement  passが新たに登場し、同じカードを複数のゲームで使用する形式になった。現在通常購入可能なe-amusement passはAmusement IC対応のカードや銀地のデザインのカードのみだが、家庭用ゲームソフトの発売特典などで様々な限定柄のものが製作されている。2008年以前は赤地のカードで材質も違っていた。
2010年11月17日より、対応ゲームにおいて電子マネー機能付き携帯電話及びカードをe-amusement passとして利用できるサービスが開始された。

### ゲーム機以外で提供されるサービス
e-amusement passをKONAMI IDと関連付けを行い、フィーチャーフォン・PC・スマートフォン用サイト「e-amusement」（旧称e-AMUSEMENT GATE）で月額330円（300円+消費税）を払うことによってプレイヤーデータの閲覧ができる。
e-AMUSEMENT GATE開設前はエントリーカードまたはe-AMUSEMENT PASSごとにKONAMI IDの登録（未登録の磁気カードはゲーム終了時にKONAMI ID登録画面が登場する）と、携帯電話サイト「コナミネットDX」の会員登録（月額315円）をすることによって、データ閲覧と磁気カードの再発行サービスが行えた。またe-AMUSEMENT PASSメンバーズサイトではe-AMUSEMENT PASS対応作品の成績がPC・スマートフォンで閲覧可能だった（月額料金315円）。
e-amusement passでは再発行はされず、カードの引き継ぎをしたい場合は新しくe-amusement passカードやAmusement IC対応カードを購入して、以前のe-amusement passのユーザーコード（カード裏面の16桁の英数字。携帯電話の場合は対応ゲームに読み取らせると表示される）、Amusement IC対応カードであればカード裏面のアクセスコード（カード裏面記載の20桁の数字）と暗証番号を入力しデータを移し替える方式となった。引き継ぎ元のe-amusement passは全データが消去され、購入時の状態に戻る。データの引き継ぎは任意の時点で可能で、そのe-amusement passに記録されているすべてのデータが移動される。当初はこの引き継ぎはゲーム機に新しいe-amusement passを入れてカードの引き継ぎを選択する事で行っていたが、現在はサイト上で引き継ぎ操作を行う方式となっている。

### オペレーター（ゲームセンター）向けサービス
店舗向けにe-amusement情報サービスが開設されており、契約時に付与されるID・パスワードでログインすることにより、イベント告知ポスターのダウンロードサービスや、メンテナンス情報などを得ることができる。このサイトは一般のインターネット回線経由では接続することは不可能。
セガ・インタラクティブと共同で行うマルチ電子マネーサービスの回線は、セガのALL.Net共々、e-amusementを使用する。

## 対応ゲーム
●印はメダルゲーム。△印は「Amusement IC」対応ゲーム。はカッコ内は対応を開始したバージョン（ナンバリング）である。カッコ内の記述がないものはシリーズ1作目から対応、もしくは単体作品。2018年10月25日から、「Amusement IC」マーク入りのセガ・インタラクティブのAime並びにバンダイナムコアミューズメントの「Amusement IC」マークが入るバナパスポートとのe-amusement passとの相互利用サービスが開始された。

### e-amusement passカード及び携帯電話対応
※印は稼働予定の作品。
- アニマロッタ シリーズ ●△
- VenusFountain ●△
- エターナルナイツ シリーズ（4以降）●（△はBRAVEのみ対応）
- エルドラクラウン シリーズ ●
- カラコロッタ シリーズ ●△
- GITADORA シリーズ（GuitarFreaks & DrumMania XG2以降、Vシリーズは除く）△
- QuizKnock STADIUM △
- クイズマジックアカデミー シリーズ（8以降）△
- GRAND CROSS シリーズ（PREMIUM以降）●△
- ご当地あラウンド ●△
- GOLF CONNECTION（ゴルフシミュレーター、当初はグループ企業のデジタルゴルフが販売、合併によりコナミ製品となる）△
- SILENT SCOPE BONE-EATER（2019年3月31日サービス終了）△
- SOUND VOLTEX シリーズ△
- GI-GranDesire ●△
- GI-HORSEPARK シリーズ（JUDGMENT/JUDGMENT STD）●△
- GI-VICTORY ROAD ●△
- GI-WorldClassic ●△
- Shadow Princess ●△
- SCOTTO △
- スティールクロニクル シリーズ △
- スピンフィーバー 夢幻のオーケストラ ●△
- スマッシュスタジアム ●△
- DANCE aROUND △
- Dance Evolution ARCADE △
- Dance Dance Revolution シリーズ（X3以降）△
- DANCERUSH STARDOM △
- チェイスチェイスジョーカーズ △
- ツナガロッタ シリーズ ●△
- ディズニー ツムツム △
- デュエルドリーム ●△
- 天下一将棋会 シリーズ（2以降）△
- ドリームスフィア ●△
- トレジャーシュート ●△
- ノスタルジア シリーズ △
- PANORAMA FANTASY （2017年5月31日サービス終了）●
- フィーチャープレミアム・シリーズ ●△
- FEATURE WORLD シリーズ（ラブプラス アーケード カラフル Clip の流用筐体のみ対応[8]）●△
- BeatStream（2017年8月31日サービス終了）
- beatmania IIDX シリーズ （19以降）△
- フォーチュントリニティ2 ●△
- フォーチュントリニティ3 三神獣の秘宝 ●△
- フォーチュントリニティ 精霊の至宝祭 ●△
- フォーチュントリニティ 時空のダイヤモンド ●△
- 武装神姫アーマードプリンセスバトルコンダクター △
- フリップスパイラル ●（2017年5月31日サービス終了）
- BASEBALL COLLECTION △（2023年2月28日サービス終了）
- BASEBALL HEROES シリーズ（2010以降、2015年6月30日サービス終了）
- ビシバシCHANNEL △
- pop'n music シリーズ（19以降、HELLO!）△
- ポラリスコード △
- ボンバーガール △
- ボンバーマン・ザ・メダル ●△
- マジカルシューター ●△
- 麻雀ファイトガール △
- 麻雀格闘倶楽部 シリーズ（ultimate version以降） △
- 祭deフィーバー!! ●△
- MARBLE FEVER ●△
- ミライダガッキ（2017年8月31日サービス終了）
- MILLIONET ●△
- ミリオンアダプター ●△
- MÚSECA ●△
- メタルギア アーケード（2011年4月のアップデートで携帯対応、2016年11月30日サービス終了）
- 桃太郎電鉄 〜メダルゲームも定番！〜 ●△
- モンスターストライク MULTI BURST（2017年7月20日サービス終了）
- jubeat シリーズ（copious以降）△
- ラブプラス アーケード カラフル Clip（2014年7月31日サービス終了）
- ラブプラス MEDAL Happy Daily Life ●（2017年5月31日サービス終了）
- REFLEC BEAT シリーズ（初代は2010年12月のアップデートで携帯対応・limelight以降は標準対応）△
- ワールドサッカー ウイニングイレブン アーケードチャンピオンシップ シリーズ（2012以降。△は2014のみ対応)

### e-AMUSEMENT PASSカードのみ対応
- アクション刑事（2011年9月30日サービス終了）
- 悪魔城ドラキュラ THE ARCADE（2011年9月30日サービス終了）
- InfinityRings ●
- エターナルナイツ シリーズ（3以前）●
- オトメディウス（2011年9月30日サービス終了）
- オンガクパラダイス（サービス終了。期間は不明）
- GuitarFreaks & DrumMania シリーズ （GFDMV3 - V8、XG）
- クイズマジックアカデミー シリーズ （3 - 7）
- GRANDCROSS シリーズ（PREMIUM）●
- サイレントヒル アーケード（amusement ic対応タイトル表に全く記載されていないことから、すでにサービス終了している）[9]
- ザ★ビシバシ
- GTI Club supermini Festa!(2015年5月20日サービス終了）
- GI-Turf TV ●
- GI-HORSEPARK シリーズ（EX/EX STD - GX/GX STD）●
- スピンフィーバー シリーズ（2以前、1は2017年5月31日サービス終了）●
- Dance Dance Revolution シリーズ （SuperNOVA - X2）
- 天下一将棋会（初代）
- 脳開発研究所 クルクルラボ（2010年9月30日サービス終了）
- NOVAうさぎのゲームde留学!?（2009年3月31日サービス終了）
- のびてけ!ビョンビョン大作戦（2011年9月30日サービス終了）
- beatmania IIDX シリーズ （13 - 18）
- FEATUREWORLD シリーズ（旧筐体）●
  - 悪魔城ドラキュラ THE MEDAL
  - TwinkleDrop
  - PanicPirates
- FORTUNE TRINITY（初代）●
- BASEBALL HEROES シリーズ（2009以前）
- HORSERIDERS シリーズ（Amusement IC対応タイトル表に全く記載されていないことから、すでにサービス終了している）[9]●
- pop'n music シリーズ （14 - 18）
- 麻雀格闘倶楽部 シリーズ （5 - 我龍転生）
- MILLIONET（スロット式リーダー搭載タイプ）●
- モーキャップスポーツ（2011年9月30日サービス終了）
- MOTOR X （2017年5月30日サービス終了）●
- jubeat シリーズ（knit APPEND以前）
- ロードファイターズ（2015年5月20日サービス終了）
- ワールドサッカー ウイニングイレブン アーケードチャンピオンシップ シリーズ （2006 - 2010）

### エントリーカード（磁気）対応
e-AMUSEMENT PASSが普及し、対応ゲームの続編がe-AMUSEMENT PASSに対応したことで、終了期日が明記されていない機種も含めほとんどの機種が実質的にサービス終了している。
- ee'MALL シリーズ （2006年5月1日サービス終了）
- WARTRAN TROOPERS （2009年9月30日サービス終了）
- GIGADRAKE ONLINE（2016年6月30日サービス終了）●
- GUITARFREAKS & drummania シリーズ （GF8th&dm7th power-up ver. - GFDMV2）
- クイズマジックアカデミー シリーズ （2以前）
- GI TURFWILD （2以降）●
- 出撃!戦国革命 （2003年9月30日サービス終了）
- ドッグステーション・デラックス（2007年9月30日サービス終了）
- BATTLE CLIMAXX! シリーズ（2008年4月1日サービス終了）
- beatmania IIDX シリーズ （9-12）
- pop'n music シリーズ （9-13）
- 麻雀格闘倶楽部 シリーズ （4以前）
- モンスターゲートオンライン シリーズ（2009年3月31日サービス終了）●
- ワールドサッカー ウイニングイレブンアーケードスタイル シリーズ （2003以前）

### ネットワークのみ対応（IC・磁気カード使用不可）
- ARABIAN CRYSTAL ●
- アルティメットストライカー（2015年6月30日サービス終了）
- オトカドール(2022年3月31日サービス終了)
- GRAND CROSS シリーズ（初代）●
- GI-HORSEPARK （初代）●
- 真球勝負!プロ野球ドリームスタジアム（2015年6月30日サービス終了）
- 投球王国ガシャーン シリーズ(初代は2009年9月30日サービス終了)
- ドラゴンコレクション(2022年3月31日サービス終了)
- ビシバシチャンプオンライン（2011年9月30日サービス終了）
- PRECIOUS PARTY ●（2017年1月末日サービス終了）
- 回せ!ギアドライヴ ●
- モンスター烈伝 オレカバトル(2022年3月31日サービス終了)
- モンスター烈伝 オレカバトル パンドラのメダル ●
- FantasicFever3 ●